# Siedlung Heerstraße

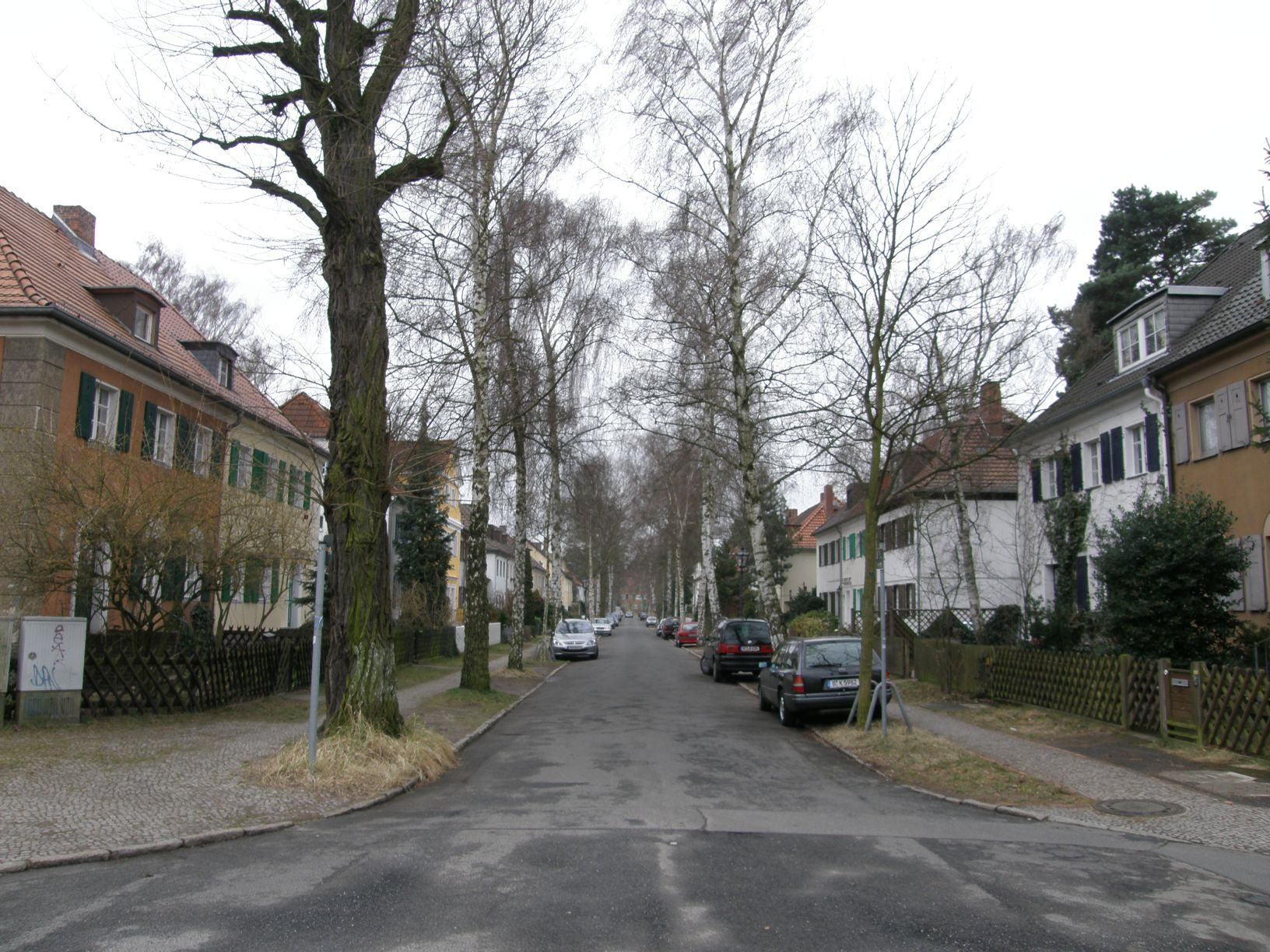
Kurländer Allee met typische dubbelwoningen uit de wijk Heerstraße

De Siedlung Heerstraße is een wijk in het Berlijnse stadsdeel Westend in het district Charlottenburg-Wilmersdorf. De wijk wordt begrensd door de Heerstraße in het noorden, de Siedlung Eichkamp in het oosten en in het westen door het Grunewald. De Waldschulallee vormt de zuidelijke grens.
De wijk is vooral bebouwd met rij- en dubbelwoningen en kenmerkt zich door het rijke bestand aan bomen (vooral pijnbomen). Hierdoor krijgt de buurt een landelijke sfeer. In de buurt bevinden zich talrijke sportterreinen, zoals het Mommsenstadion.

## Geschiedenis
De oudste huizen van de buurt dateren van 1909. Het gaat om de huizen in de Boyenallee 1a tot 4, gebouwd door de Preußischen Staatsbahnen.
De eerste bouwplannen voor de aanleg van een tuinwijk tussen de voorstadsstations Heerstraße, Eichkamp en Grunewald dateren van 1919 en waren afkomstig van Max Taut voor de Märkische Heimstätten GmbH. Deze plannen werden echter niet uitgevoerd omdat er te veel bewoners waren voorzien, hetgeen een te grote aanslag zou betekenen op het bos.
In 1919 werd, met de deelname van de stad Charlottenburg, de Gemeinnützige Baugesellschaft Berlin-Heerstraße opgericht om woningen aan stadsbeambten en leraars te verschaffen. Nieuwe plannen die alleen nog het noordelijke deel van de ontwerpen van Taut zouden bebouwen, werden opgesteld door Bruno Möhring. Het ontwerp voorzag nu ongeveer 200 woningen en werden vanaf 1920 uitgevoerd. In de herfst van 1920 begon de aanleg van de straten voor de toekomstige wijk Heerstraße en tot 1926 werden 229 huizen (vooral bubbelwoningen) opgetrokken.
Het zuidoostelijk deel van de Marienburger Allee (nrs. 31–43) werd pas bebouwd tussen 1935 en 1937. In de Marienburger Allee 43 woonde Karl Bonhoeffer en tijdens zijn verblijf in Berlijn, ook diens zoon Dietrich Bonhoeffer.
In december 1921 stichtten de eerste bewoners de Interessengemeinschaft Siedlung Berlin-Heerstraße e.V.. Het is een der oudste wijkverenigingen van Duitsland. Belangrijkste opdracht was aanvankelijk burenhulp. Thans houdt de vereniging zich bezig met onderhoud van de buurt, die sinds 1995 beschermd is als monument.

## Bekende inwoners
- Dietrich Bonhoeffer, Marienburger Allee 43, theoloog
- Karl Bonhoeffer, Marienburger Allee 43, psychiater en neuroloog
- Hans von Dohnanyi, Marienburger Allee 43, jurist en verzetsstrijder
- Gustav Fröhlich, Kurländer Allee 1, acteur
- Eugen Gerstenmaier, Kurländer Allee 3, theoloog en politicus
- Lilian Harvey, Kurländer Allee 55, actrice
- Fritz Jöde, Soldauer Allee 19, muziekpedagoge
- Rüdiger Schleicher, Marienburger Allee 42, jurist en verzetsstrijder